# Engagement communautaire
Pour l’article homonyme, voir Engagement (homonymie).
L'engagement communautaire est l’implication et la participation à une organisation dans l'intention de contribuer au bien-être de la communauté. 
Les actions bénévoles, qui impliquent de donner du temps personnel à des projets dans des ONG humanitaires ou des groupes religieux, sont des formes d’engagement communautaire. L’engagement est généralement motivé par des valeurs et des idéaux de justice sociale . L'engagement communautaire peut être du bénévolat dans des banques alimentaires, des refuges pour sans-abri, des programmes d’aide d’urgence, des programmes de nettoyage des quartiers, etc.,,.
Selon Nina Banks, l'engagement communautaire des femmes noires et de toutes les femmes marginalisées par la société doit être inclus parmi les formes de travail négligées par les institutions économiques au cours de l'histoire[Quoi ?], tout comme le travail domestique des femmes.